# 平野神社
平野神社（日語：平野神社）是一座位於日本京都府京都市北區平野宮本町的神社，是式內社（名神大社）、二十二社（上七社）之一、舊社格為官幣大社（現神社本廳的別表神社）。神紋是「櫻花」。平野神社的本殿是日本重要文化財。平野神社也是著名的賞櫻聖地，特別以「夜櫻」而聞名。
2018年9月4日受燕子颱風影響，導致參拜殿及多株櫻花樹傾倒，為受災極度嚴重的京都名勝，廟方表示須暫時無期限封閉整修，恐怕短時間內無法復原，民眾及各地觀光客暫時也無法欣賞美麗的櫻花。

## 關連項目
- 桓武天皇
- 高野新笠

## 外部連結
- 平野神社 （页面存档备份，存于） - 公式サイト
- 平野祭神四社 （页面存档备份，存于） - 國學院大學21世紀COEプログラム「神道・神社史料集成」